# Ratiodetector

Ratio detector

De ratiodetector is een veel gebruikte vorm van een FM-demodulator. Het is een variant op de zogenaamde Foster-Seely-detector. De detector is relatief ongevoelig voor variaties in de amplitude van het FM-signaal.

## Opbouw
Spoel S2 is zwak gekoppeld met ingangsspoel S1. De kring Lres − Cres is afgestemd op de centrale frequentie van het te demoduleren signaal. Een derde spoel S3 is sterk met S1 gekoppeld. Twee dioden D1 en D2 aan weerszijden van S2 zijn verbonden met S2 enerzijds en met een netwerk van weerstanden en condensatoren anderzijds. S3 is verbonden met de middenaftakking van S2. De dioden zijn zo geschakeld dat ze tegelijkertijd in geleiding zullen zijn.

## Werking
De werking berust op het feit dat de fase van de spanning over S2 draait met veranderende frequentie ten opzichte van S1 en S3. Op de resonantiefrequentie is het signaal op S3 90° gedraaid, beneden de resonantiefrequentie minder dan 90°, erboven meer dan 90°.
Op de toppen van de spanning US2 (rood aangegeven in de figuur) geleiden zowel D1 als D2. Via R1 en R2 (met gelijke waarde) is het circuit met aarde verbonden. Op dit moment is de spanning over S3, afhankelijk van de frequentie positief, nul of negatief. De diodes werken als schakelaars die de momentane spanning over S3 op het moment dat de spanning over S2 maximaal positief is, aan C3 doorgegeven op de toppen van de spanning over S2 (de spanning op de middenaftakking van S2 is op dat moment vanwege de symmetrische opbouw van de schakeling gelijk aan nul). De diodes staan niet in serie met het gedemoduleerde signaal. Doordat bij laag signaalniveau (kleine diodestroom) de diodes als ze in geleiding zijn een grote dynamische weerstand hebben, heeft de resonantiekring Lres Cres een hogere Q en treedt sterkere fasedraaiing van het signaal op S2 op op dan bij een sterker signaal waarbij de diodes laagohmiger en een sterker demping van de kring en minder fasedraaiing optreedt. Belangrijker is de onderdrulling met een t5ijdconstante van ongeveer 1/10 seconde door de werking van de tijdconstante R1+R2 met C4. Daardoor worden amplitudevariaties in het ingangssignaal onderdrukt. Condensator C4 heeft een relatief grote waarde. De ingangsspoel S1 wordt in de praktijk ook afgestemd op de middenfrequentie. Dit is niet essentieel voor de werking.
Deze detector wordt vanaf midden jaren vijftig in vrijwel alle FM-radio's toegepast. Daarbij werd onder andere de buis EABC80 gebruikt. Deze bevat behalve de twee voor de ratio detector nodige diodes ook nog een triode als eerste audioversterkertrap, en een diode die werd gebruikt voor AM-detectie.